# Лорд-лейтенант
|Прапор лорд-лейтенантів Шотландії]]

Прапор лорд-лейтенантів Англії, Уельсу та Північної Ірландії

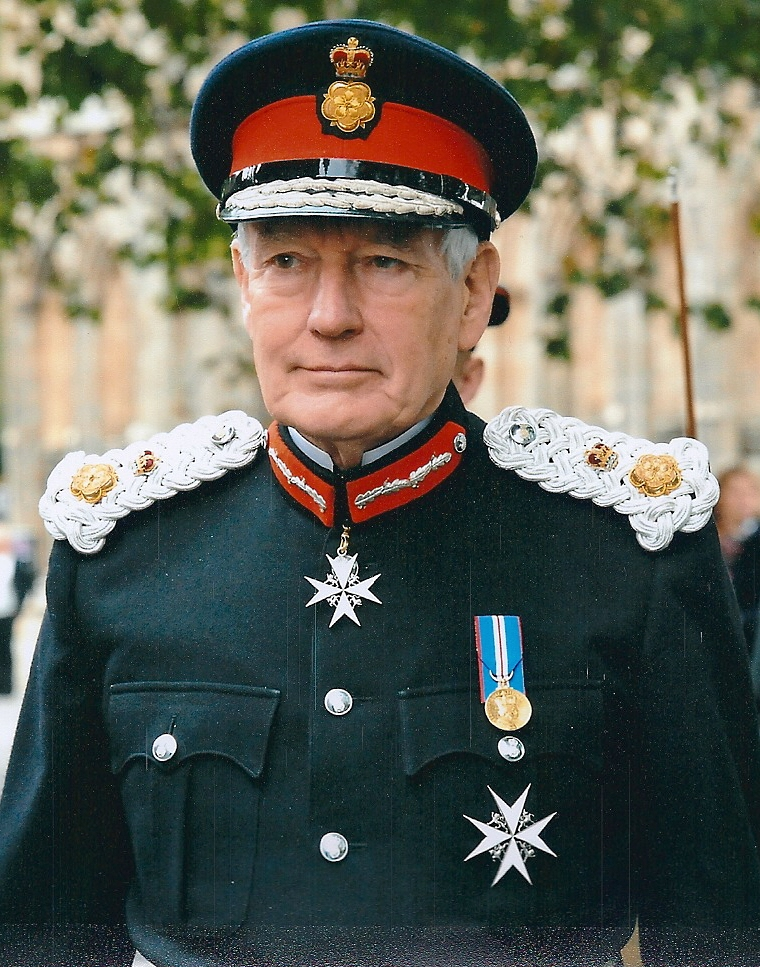
Англійський лорд-лейтенант у формі

Лорд-лейтенант або лорд-намісник (англ. lord-lieutenant) — персональний представник монарха Великої Британії у великій адміністративній одиниці. Коло обов'язків лорд-намісника, в залежності від часу і обставин сильно змінювалося, однак особи на цій посаді не мали реальних повноважень влади. Фактично це почесний титул номінального глави судової та виконавчої влади на відповідній території.
В даний час адміністративні одиниці Великої Британії, в яких призначається лорд-намісник, називаються церемоніальними графствами.

## Історія
Король Генріх VIII призначив перших лорд-лейтенантів у 1540 році. Вони відповідали за організацію місцевого ополчення. Спочатку ці призначення були тимчасовими, і мали місце лише тоді, коли була потреба належним чином організувати ополчення для певної події (вторгнення до Шотландії або Франції).

## Функції
Сучасні обов'язки лорд-лейтенантів включають:
- організація візитів членів королівської сім'ї та супроводу їх гостей;
- представлення до нагороди та відзнаки від імені суверену, а також консультувати щодо номінацій на відзнаки;
- участь у громадській, волонтерській та суспільній діяльності в межах лейтенантату;
- виконання функції сполучної ланки з місцевими підрозділами Королівського флоту, Королівської морської піхоти, Армії та Королівських повітряних сил і зв'язаних з ними кадетських сил;
- керівництво в місцевій магістратурі (орган самоврядування і суду) в якості голови консультативного комітету із забезпечення діяльності мирових суддів;
- головування у консультативному комітеті з призначення генеральних податкових комісарів.